# Iaidzsucu

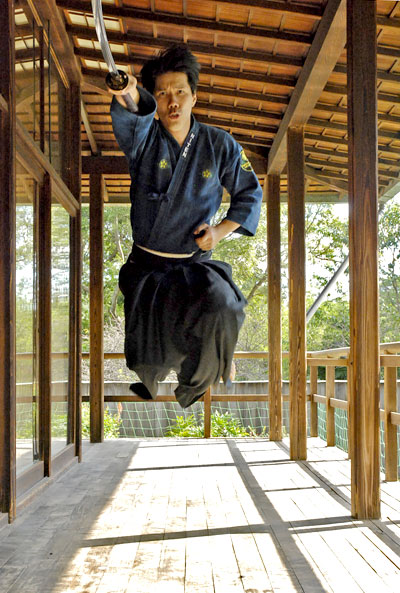
Iaidzsucu

Az iaidzsucu (iaijutsu – 居合術) a harcban használt kardrántó technika művészetének elnevezése. Ez a kard rántási stílus a japán katana kardot alkalmazza, a japán korjú harcművészetben, ami a klasszikus japán harcosok (bushi) tanításában szerepel.

## Célja
Az iaidzsucu harcban használt kardrántó harcművészet, viszont nem egy agresszív fajta, mert legfőképpen ez ellentámadáson van a hangsúly. Agresszíven is lehet használni, ha az ellenfelet lesből akarjuk támadni. Az iaidzsucu a klasszikus budzsucuba való megszabályozása mint egy összetevő nem a harcmező dinamikusságára alakították hanem a harcosok mindennapi harcaira.

## Elnevezése
Történelmileg nem tudni mikortól használták ténylegesen az iaidzsucu kifejezést, vagy mikortól gyakorolták azokat a technikákat, amikor a katanát előrántják a kardhüvelyből.A katana a Nara-korszak (710-794) óta létezik, a Nara-korban is használták a kardrántási technikákat de ezeket a technikákat nem " iaijutsu"-ként tartották számon. Az iaidzsucu, mint szakkifejezés Iizasa Chōisai Ienao (1387 – 1488) Tenshin Shōden Katori Shintō-rjú nevezetű iskolájában bukkant fel először.

## Története
Régészeti feltárások a japánban felásott legősibb kardot az időszámítás előtti 2. századra teszik. A Kodzsiki (Régi idők feljegyzései) és a Nihonsoki (Japán krónika), régi iratok amik leírják a kezdeti japán történelmet és mitológiát amit a 8. századában gyűjtötték össze. A vas kardok és kardforgatást a mitológiai istenek(kami) korszakából származik.
A japán kardforgatás csak akkor kezdetett elterjedni a bushik által létre hozott, és használt budzsucuban, mint alkotóelem, amikor is meg jelenik, az ívelt, és egy pengéjű hosszú kard, a klasszikus japán kard. Az ívelt formájú kard amit a japánok a tacsinak neveztek, a VIII. században jelent meg. A tacsi ívelt formája az évek során, a csatatéren szerzett tapasztalatok alapján alakult ki. Az ívelt forma jobban illett a bushik kívánságaihoz, mint az elsődleges egyenes fajtájú kardok. A busik egy meghatározó misztériumot hoztak létra az ívelt kardjuk köre amely még máig is befolyásolja a japán kultúrát. Ez a fajta kard jól illett a bushik csatabeli formájukhoz ugyanis a bushik lóhátról küzdöttek és kellett egy fegyver amit jól lehetett használni mind a gyalogság mind egy másik lovas katona ellen. 
A Kamakura-kor (1185-1333) idején értékel a japán kardkovácsok a legnagyobb technikai tökéletességet a kardkészítés terén. E tájt dúlt a Minamoto és a Tairák, a kamakura korban lévő két befolyásoló családja közötti háború amely lehetővé tette a kardok értékelését a legterhelőbb környezetekben. A Kamakura kor végére a tacsit kiszorította, az új formájú és rövidebb katana.
A klasszikus japán kardforgatás tanítása a gyalogosoknak, csak az ívelt kard lóról való használata és katanaként-i hordásának általános elterjedésével kezdődött csak el. Hiteles és megbízható dokumentális formában talált leírásokat amik leírják hogy a bushik rendszeresen gyakoroltak kardforgatást csak a 15. századtól találtak. Ennek a következtében hiszik azt hogy a kenjutsu, ami a kardforgatás művészete, a kard hüvelyből való kihúzása után, az öregebb formája az iaidzsucunak. Az iaidzsucu még a mai napig fennáll de létezik egy modernebb formája amit iaidónak neveznek.Az Iaidó 'a kard kirántásának az útja' kifejezés 1932-ben jelent meg.

## Testtartások
Donn F. Draeger szerint az iaidzsucut használó harcosoknak két kezdő pozíciója van, amiből a kardrántást használja. Az első testtartás az úgy nevezett iai-goshi amely egy alacsony guggoló pozíció, a kezdetben használt kardrántási technikák ebből a pozícióból használták. A másik az álló testtartás amit tachi-ainak neveznek.
Az ülő testtartást, a tate-hizát nem használják az iaidzsucuban, mert nem engedi a gyors és minden irányú mozgást. A tradicionális térdelő testtartást, a seizát, a harcosok egy végzetes testtartásnak tartják a kis harcbeli hatékonysága miatt.Az utóbbi két tartást nehéz lett volna kivitelezni a harcosoknak a hirtelen bekövetkező vészhelyzetben.

## Korjúiskolák
Rjú (ryu – iskola) amelyek még léteznek s tartalmaznak iaidzsucu a tanításaiban lejjebb találhatóak. Az alul lévő iskolák korjúk vagyis a Meiji időszak előtt kialakult tanítások.:

### Mugairjú
Az Edó korszaknak az egyik leghíresebb stílusa volt a Mugai-rjú stílus, a hírneve a Mugai-rjú stílusnak, a nagy Zen gondolkodás hatásából ered.1697-ben[forrás?] alapította Cudzsi Gettan Szukemocsi, (vagy Szukesige) aki a Zen buddhista filozófiát követte és ezért járta át a Mugairjút a Zen hatás. A Mugai-rjú legfőbb jellemzője a rövid, pontos mozgásai. A Gettan által feltalált stílus inkább kendzsucu iskola volt, mint iaido. A mostanában gyakorolt Mugai-rjú iaidót Takahashi Hachisuke Mitsusuke és ifjabb testvérével Hidezuval alapították meg az Edo korszak közepén. Ők a Jikyo-rjú nevezetű stílust tanulták Yamamura Masashige alatt, aki az ötödik és egyben utolsó mestere volt a Jikyo-rjúnak. A Mugai-rjúnak a mai japán területen sok különböző ágazata van.

### Szuió-rjú
1615-ben alapította Mima Yoichizaemon Kagenobu a Szuió-rjú kardforgató iskolát, ez az tradicionális stílusú amely a kardrántásra specializálódott, mint egyedül mint párban.
A szuio-rjú iskolában más harcművészeti stílusokat is lehet gyakorolni, mint például: a Dzsódzsucu, naginatajutsu, kempó és kusarigamajutsu.

### Egyéb stílusok, irányzatok
Egyéb stílus irányzatok amelyek tanításukban szerepel a kardrántás, ilyenek pl.: Sindó Münen-rjú, Hokusin Ittó-rjú, Sinkage-rjú, Hókki-rjú, Tacumi-rjú, Tamija-rjú, Takenoucsi-rjú, Eisin-rjú és továbbá:
- Muszó dzsikiden Eisin-rjú— Visszavezethető Hayashizaki Jinsuke által feltalált Hayashizaki-rjú Iaihoz (késő XV. század)
- Muszó Sinden-rjú—Vissza vezethető Hayashizaki Jinsukeáltal feltalált Hayashizaki-rjó Iaihoz (késő XV. század)
- Szuió-rjú Iai Kempó—Mima Yoichizaemon Kagenobu alapította 1600-ban.
- ShinShinSekiguchi-rjú—Megalapítója Sekiguchi Yorokuuemon Ujimune.
- Mugai-rjú—1693 találta fel Tsuji Gettan Sukemochi, aki Yamaguchi-rjú kendzsucut tanulta elsőként.
- Dzsigen-rjú—Alapítója Tōgō Hizen-no-kami Shigetada, amelynek származása vissza vezethető Iizasa Chōisai Ienao Sintó-rjú tanításához.
- Tensin Sóden Katori Sintó-rjú—Iizasa Chōisai Ienao alapította a XV. században.
- Tamiya Sinken-rjú—Tamiya Heibei Shigemasa alapította a XVI. századbabin.
- Jagjú Szeigo-rjú—Nagaoka Torei Fusashige alapította a XVII. században.[7]
- Jagjú Sinkage-rjú—Yagyū Muneyoshi által vezetett Sinkage-rjú iskola, aki Kamiizumi Nobutsuna alatt tanult a XVI. században.
- Josin-rjú—A XVII. század közepén, Akiyama Shirobei Yoshitoki által alapított Josin-rjú kardforgató iskola.

## Bővebben
- Battódzsucu
- Iaidó
- Gyorsrántás
- Kendó
- Kendzsucu
- Shinkendo